# Milena Vučić
Milena Vučić (Podgorica, 11. studenog 1986.) crnogorska je pjevačica. Trenutno studira novinarstvo.

## Glazbena karijera
Njena muzička karijera započela je prije par godina u ženskom bendu Negre. Na Evropesmi 2004. osvojile su 46 bodova s pjesmom K'o nijedna druga.
Njena solo karijera počela je 2006. godine natjecanjem na Monteviziji osvojivši osmo mjesto s pjesmom Živa sam. Na Sunčanim Skalama pobjeđuje s pjesmom Da l' ona zna. Pjesma je postala veliki hit. Od ostalih hitova se izvajaju Luče i Indijana. Od 2013. udata je za pjevača Nikolu Burovca.

## Singlovi
- Da l' ona zna
- Luče
- Indijana
- Živa sam
- Noćas sam luda

## Vanjske poveznice
- Biografija na Minacord Production  Arhivirana inačica izvorne stranice od 9. veljače 2009. (Wayback Machine)